# Frank McDonald
Frank McDonald, auch Frank MacDonald und Bill Raynor, (* 9. November 1899 in Baltimore, Maryland, USA; † 8. März 1980 in Oxnard, Kalifornien, USA) war ein US-amerikanischer Film- und Fernsehregisseur, Schauspieler und Kameramann.

## Leben
Frank McDonald, war in den Jahren vor seiner Ankunft in Hollywood ein Eisenbahnarbeiter. Dann betätigte er sich als Autor und arbeitete an der Theaterbühne als Schauspieler und Regisseur. 1933 fing er als Dialogregisseur bei Warner Bros. an und bekam zwei Jahre später die Gelegenheit als Regisseur einen Film zu leiten. Er ging dann zu Monogram Pictures, welche später in Allied Artists umbenannt wurden, und arbeitete dort an B-Movies im Bereich Western, Action- und Kriegsfilme bis zu seiner Pensionierung im Jahr 1965.
Bei Republik Pictures arbeitete McDonald sehr häufig an Westernfilmen mit den Westernstars Roy Rogers und Gene Autry zusammen. Später war er eine der Hauptstützen von Gene Autrys Flying "A" Ranch Rodeo Schow.
1946 gehörte McDonald, zusammen mit Rogers, Autry und anderen, zu den Gründern der Filmstadt Pioneertown.
In seiner Karriere drehte McDonald mehr als 100 Filme und wurde im Abspann auch als Frank MacDonald und Bill Raynor aufgeführt. 
Frank McDonald war mit der Schauspielerin Goodee Montgomery verheiratet. Er starb am 8. März 1980 in Oxnard, Kalifornien im Alter von 80 Jahren.

## Trivia
Evelyn Keyes sagte einmal: „Ich habe noch nie einen Regisseur kennengelernt der so in Panik geriet, wenn er begann einen Film zu drehen, wie Frank McDonald“.

## Filmografie

### Regisseur
- 1935: Broadway Hostess
- 1936: Boulder Dam
- 1936: Isle of Fury
- 1936: Love Begins at Twenty
- 1936: Mr. Trent schlägt dem Alter ein Schnippchen (The Big Noise)
- 1936: Murder by an Aristocrat
- 1936: The Murder of Dr. Harrigan
- 1936: The Song of a Nation
- 1936: Treachery Rides the Range
- 1937: Dance Charlie Dance
- 1937: Fly Away Baby
- 1937: Her Husband's Secretary
- 1937: Midnight Court
- 1937: Smart Blonde
- 1937: The Adventurous Blonde
- 1938: Blondes at Work
- 1938: Der Teufelskerl (Flirting with Fate)
- 1938: Freshman Year
- 1938: Over the Wall
- 1938: Reckless Living
- 1939: Death Goes North
- 1939: First Offenders
- 1939: Jeepers Creepers
- 1939: They Asked for It
- 1940: Barnyard Follies
- 1940: Carolina Moon
- 1940: Gaucho Serenade
- 1940: Grand Ole Opry
- 1940: In Old Missouri
- 1940: Rancho Grande
- 1940: Ride Tenderfoot Ride
- 1940: Village Barn Dance
- 1941: Arkansas Judge
- 1941: Country Fair
- 1941: Flying Blind
- 1941: No Hands on the Clock
- 1941: Tuxedo Junction
- 1941: Under Fiesta Stars
- 1942: Shepherd of the Ozarks
- 1942: The Old Homestead
- 1942: The Traitor Within
- 1942: Wildcat
- 1942: Wrecking Crew
- 1943: Alaska Highway
- 1943: High Explosive
- 1943: Hoosier Holiday
- 1943: Mountain Rhythm
- 1943: O, My Darling Clementine
- 1943: Submarine Alert
- 1943: Swing Your Partner
- 1944: Gambler's Choice
- 1944: Lights of Old Santa Fe
- 1944: One Body Too Many
- 1944: Sing, Neighbor, Sing
- 1944: Take It Big
- 1944: Timber Queen
- 1945: Along the Navajo Trail
- 1945: Bells of Rosarita
- 1945: Eldorado Serenade (Sunset in El Dorado)
- 1945: Scared Stiff
- 1945: Tell It to a Star
- 1945: The Chicago Kid
- 1945: Todesrennen über die Prärie (Man from Oklahoma)
- 1946: Rainbow Over Texas
- 1946: Schüsse auf der Ranch (My Pal Trigger)
- 1946: Sioux City Sue
- 1946: Song of Arizona
- 1946: Under Nevada Skies
- 1947: Bulldog Drummond Strikes Back
- 1947: Hit Parade of 1947
- 1947: Linda Be Good
- 1947: Twilight on the Rio Grande
- 1947: When a Girl's Beautiful
- 1948: 13 Lead Soldiers
- 1948: French Leave
- 1948: Gun Smugglers
- 1948: Mr. Reckless
- 1949: Adlerauge, der tapfere Sioux (Apache Chief)
- 1949: Rache im Ring (Ringside)
- 1949: The Big Sombrero
- 1950: Racket Squad (Fernsehserie, unbekannte Anzahl Folgen)
- 1950: Call of the Klondike
- 1950: Snow Dog
- 1950–1954: The Gene Autry Show (Fernsehserie, 16 Folgen)
- 1950: Cowboyrache in Oklahoma (Sierra Passage)
- 1951: Father Takes the Air
- 1951: Northwest Territory
- 1951: Texans Never Cry
- 1951: Yellow Fin
- 1951: Yukon Manhunt
- 1951–1953: The Range Rider (Fernsehserie, 7 Folgen)
- 1951–1955: Adventures of Wild Bill Hickok (Fernsehserie, 35 Folgen)
- 1952: Im wilden Westen (Death Valley Days) (Fernsehserie, unbekannte Anzahl Folgen)
- 1952: Sea Tiger
- 1952: The Ghost of Crossbones Canyon
- 1952: The Yellow Haired Kid
- 1952: Yukon Gold
- 1953: Border City Rustlers
- 1953: Secret of Outlaw Flats
- 1953: Six Gun Decision
- 1953: Son of Belle Starr
- 1953: Two Gun Marshal
- 1954: Four Star Playhouse (Fernsehserie, 3 Folgen)
- 1954: The Whistler (Fernsehserie, 2 Folgen)
- 1954: Marshals in Disguise
- 1954: Outlaw's Son
- 1954: The Two Gun Teacher
- 1954: Thunder Pass
- 1954: Trouble on the Trail
- 1954–1956: Annie Oakley (Fernsehserie, 18 Folgen)
- 1955: Sheena – Königin des Dschungels (Sheena: Queen of the Jungle) (Fernsehserie, 1 Folge)
- 1955: The Adventures of Champion (Fernsehserie, unbekannte Anzahl Folgen)
- 1955: Verbrecherzentrale Totenkopf (The Big Tip Off)
- 1955: Phantom Trails
- 1955: Tal ohne Gesetz (Treasure of Ruby Hills)
- 1955: The Matchmaking Marshal
- 1955: The Titled Tenderfoot
- 1955: Timber Country Trouble
- 1955–1956: Buffalo Bill, Jr. (Fernsehserie, 2 Folgen)
- 1955–1959: Wyatt Earp greift ein (The Life and Legend of Wyatt Earp) (Fernsehserie, 15 Folgen)
- 1956: I tre moschettieri (Fernsehserie, unbekannte Anzahl Folgen)
- 1957: Broken Arrow (Fernsehserie, 4 Folgen)
- 1958: Meet McGraw (Fernsehserie, 2 Folgen)
- 1958: Le imprese di una spada leggendaria
- 1959: Der Kopfgeldjäger (Josh Wanted: Dead or Alive) (Fernsehserie, 1 Folge)
- 1959: Mantelli e spade insanguinate
- 1959: The Purple Gang
- 1959–1960: Pony Express (Fernsehserie, 5 Folgen)
- 1960: Raymie
- 1961–1962: Vilma und King (National Velvet) (Fernsehserie, 30 Folgen)
- 1961: Tales of Wells Fargo (Fernsehserie, 2 Folgen)
- 1962: The Tall Man (Fernsehserie, 1 Folge)
- 1962: The Underwater City
- 1963: Im Sattel ritt der Tod (Gunfight at Comanche Creek)
- 1964: McHale's Navy (Fernsehserie, 1 Folge)
- 1964–1965: Flipper (Fernsehserie, 3 Folgen)
- 1965: Mara of the Wilderness
- 1965–1966: Mini-Max oder die unglaublichen Abenteuer des Maxwell Smart (Get Smart) (Fernsehserie, 5 Folgen)

### Darsteller
- 1945: Bells of Rosarita
- 1958: Le imprese di una spada leggendaria

### Kameramann
- 1959: Okefenokee

### Produzent
- 1947: Hit Parade of 1947 (Associate Producer)

### Drehbuchautor
- 1940: Forgotten Girls (Geschichte)